# 素木しづ

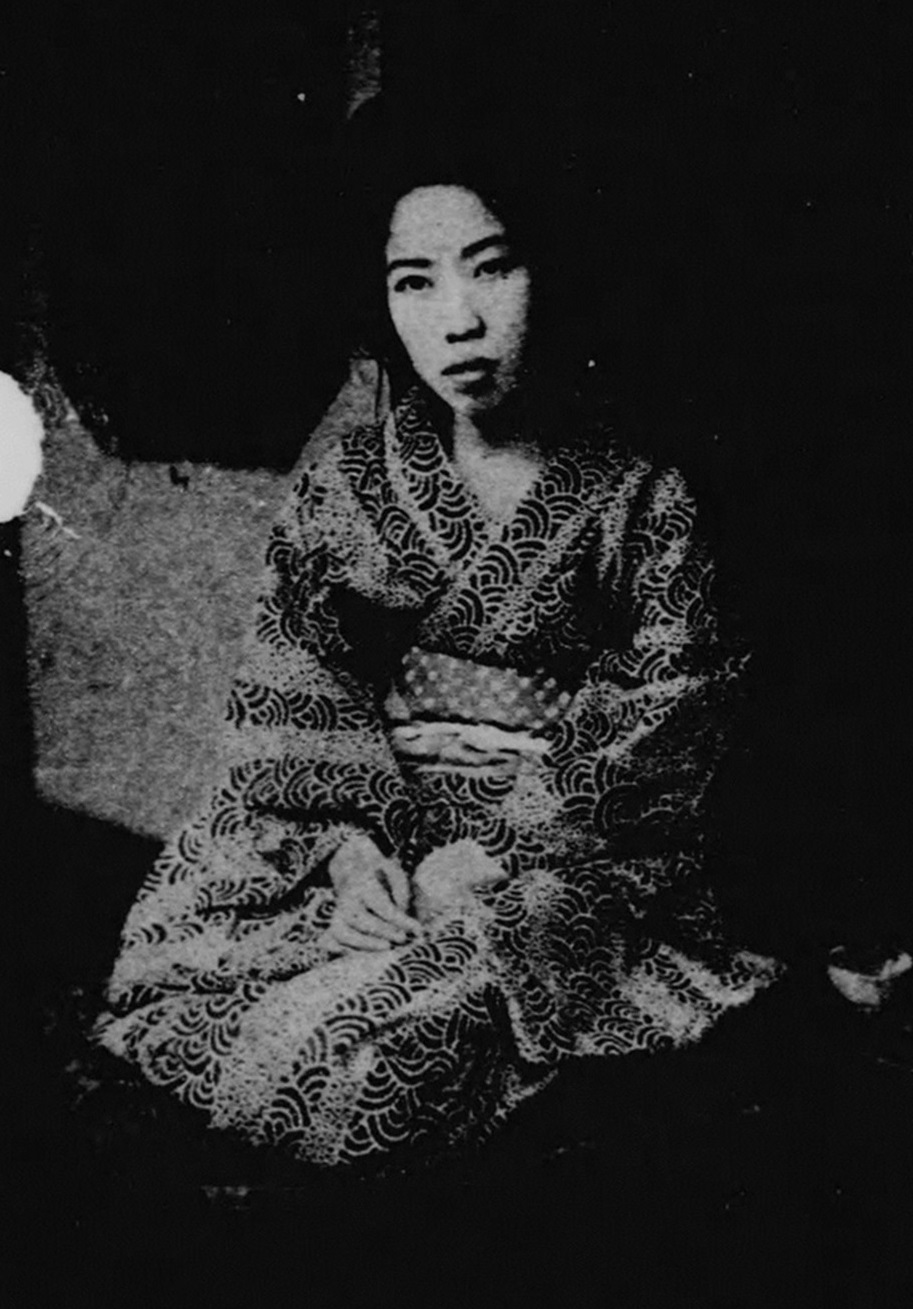
素木しづ

素木 しづ（しらき しづ、1895年3月26日 - 1918年1月29日）は、日本の小説家。本名上野山志づ(うえのやま しづ)。

## 来歴・人物
1895年（明治28年）、札幌に生まれる。昆虫学者・素木得一の妹。庁立札幌高等女学校（現北海道札幌北高等学校）卒業後、結核性関節炎が悪化し右足を切断。1913年（大正2年）、小学校から同期だった森田たまに数日遅れて森田草平門下に入る。同年処女作『松葉杖をつく女』を、翌年『三十三の死』を発表。新進女流作家としての地位を築く。1915年（大正4年）画家の上野山清貢（うえのやま きよつぐ）と結婚し（婚姻届を出したのは1917年（大正6年））の年末、子（茂登山櫻子）をもうける。1918年（大正7年）、肺結核のため伝染病研究所で死去。
なお、同年代の女流作家・尾崎翠は『新潮』1916年10月号に、「最も期待する作家・素木しづ氏について」という文章を寄せており、浅からぬ関心を抱いていたと思われる。

## 著書
- 『悲しみの日より』 素木しづ子 須原啓興社 1916
- 『青白き夢』 素木しづ子 新潮社 1918 のち ゆまに書房 ISBN 978-4-89714-850-2
- 『美しき牢獄』 玄文社 1918 のち ゆまに書房 ISBN 978-4-89714-849-6

## 関連文献
- 山田昭夫編『素木しづ作品集 その文学と生涯』北書房、1970年
- 沖藤典子『薄命の作家 素木しづの生涯』新潮社、1988年 ISBN 4-10-331004-9
- 札幌市教育委員会 編『札幌人名事典』さっぽろ文庫66、札幌市、1993年